# Юли (група)
 Тази статия е за германската музикална група.  За календарния месец вижте Юли.  
Юли (на немски: Juli) е поп-рок група от Гисен, Германия. Основана е през 2001 година от Ева Брийгел, Йонас Пфетцинг, Симон Трайбел, Андреас Херде и Марцел Рьомер.